# Ромас, Яков Дорофеевич
Я́ков Дорофе́евич Ро́мас (29 января [11 февраля] 1902, Сокулка, Гродненская губерния — 18 мая 1969, Астрахань) — советский, российский художник-живописец, сценограф

, педагог. Народный художник СССР (1965). Лауреат Сталинской премии второй степени (1948).

## Биография

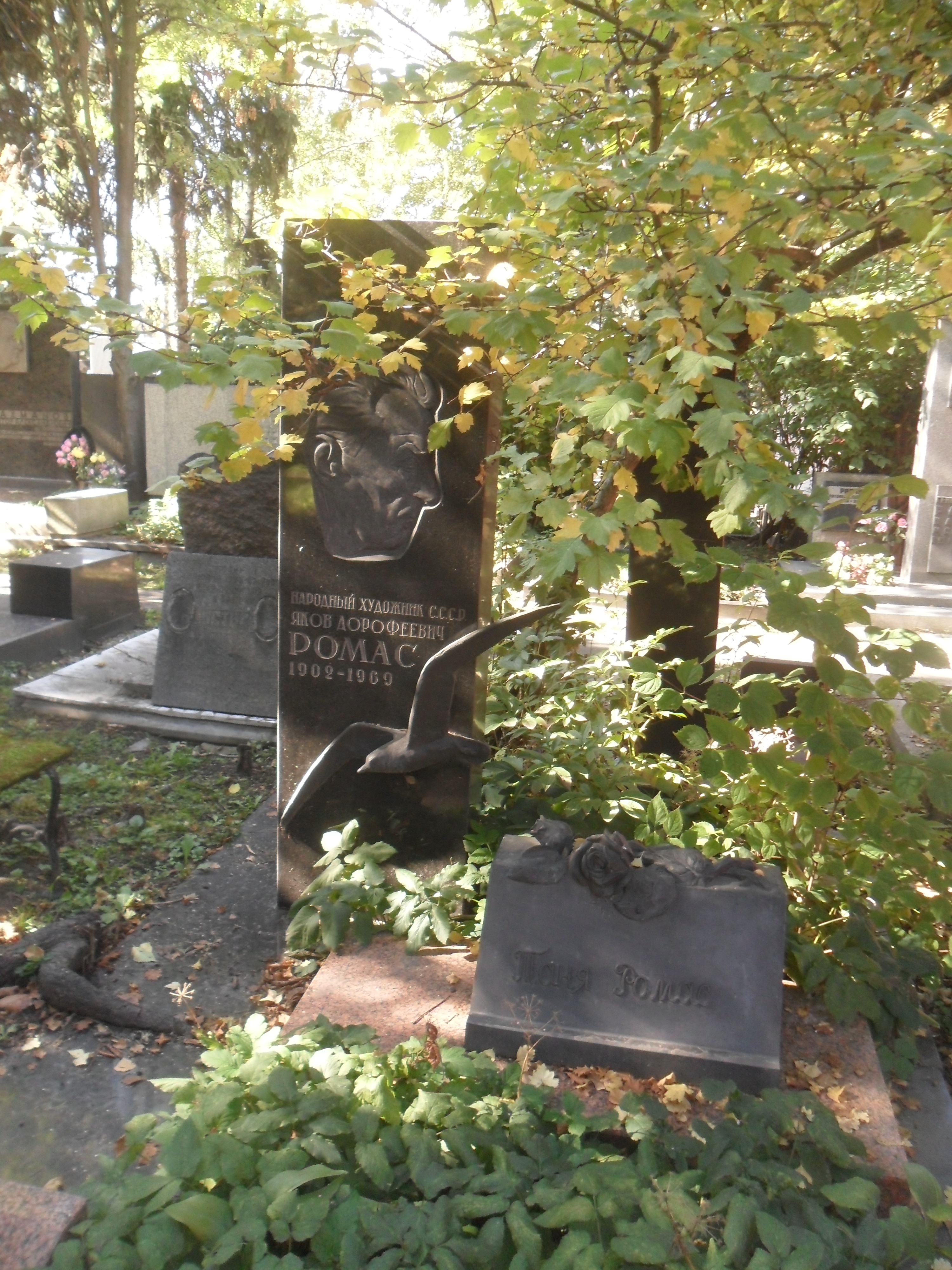
Могила Ромаса на Новодевичьем кладбище

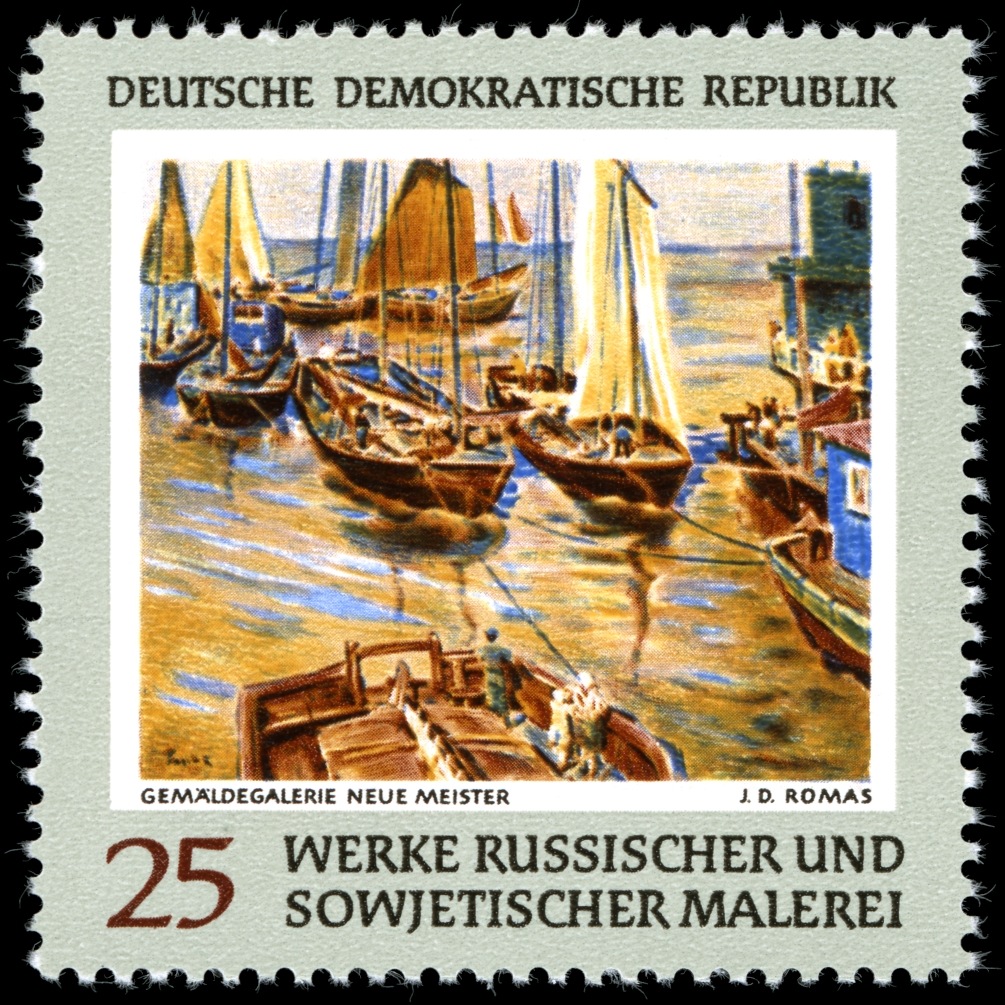
Картина Ромаса на почтовой марке ГДР. 1969

В 1922—1924 годах учился в Пречистенском практическом институте в Москве у Н. П. Крымова, Н. П. Ульянова.
В 1924—1937 годах работал как театральный художник, оформлял праздники в Москве. В 1930 году закончил театрально-декорационное отделение ВХУТЕМАС-ВХУТЕИНа (1924—1930), классы И. М. Рабиновича, К. Н. Истомина, С. В. Герасимова, П. П. Кончаловского.
Тренер женской и мужской волейбольных команд Москвы – чемпионов СССР 1934 года.
В 1932—1936 годах преподавал в Московском государственном техникуме изобразительных искусств памяти восстания 1905 года.
В 1935 году — автор художественного оформления Исторического музея. В 1939 году оформил советский павильон на Всемирной выставке в Нью-Йорке. В 1941—1943 годах — художник эскадры Балтийского флота.
Автор оформления станции «Красносельская» Московского метрополитена имени Л. М. Кагановича, в дальнейшем работал преимущественно как пейзажист, специализировался на речных и морских видах.
В 1948—1950 годах преподавал в Московском художественном институте им. В. И. Сурикова.
В 1950—1954 годах — главный художник ВСХВ.
С 1958 года — действительный член АХ СССР. С 1962 года — член Президиума АХ СССР.
Член ВКП(б) с 1929 года.
Похоронен в Москве на Новодевичьем кладбище (участок № 7).

## Персональные выставки
Участник выставок с 1933 года. Персональные выставки художника проходили в Москве (1945, 1952, 1961, 1962, 1967), Ленинграде (1962) и других городах.

## Творческое наследие

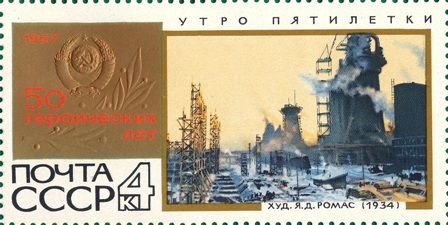
Картина "Утро пятилетки" на почтовой марке СССР, 1967 года

Мастер пейзажа и жанрово-тематических композиций, посвящённых природе и людям Каспия и средней полосы России.
Главные картины: «На плоту», «Бакенщица», «Зимние залпы Балтики», «В выходной день», «Там, где будет Куйбышевская ГЭС».
В 1958 году посетил Мексику, в результате чего появился цикл работ об этой стране, среди которых «В Акапулько», «Мексика» и др.
Творчество имеет коллекционно-антикварное значение, рейтинг художника в 2005 году — 2B.
Картины художника входят в коллекции Третьяковской галереи, Русского музея, Дрезденской картинной галереи, Астраханской картинной галереи, Красноярского государственного художественного музея им. В. И. Сурикова, экспонируются во многих областных музеях России и Украины.
Картина «Утро пятилетки» посвящена строительству ММК.

## Награды и звания
- Заслуженный деятель искусств РСФСР (1952)
- Народный художник РСФСР (1962)
- Народный художник СССР (1965)
- Сталинская премия второй степени (1948) — за картину «На плоту» (1947)
- Орден Отечественной войны II степени
- Медаль «За доблестный труд в Великой Отечественной войне 1941—1945 гг.»
- Медаль «В память 800-летия Москвы»
- Большая Золотая медаль ВСХВ (1954)
- Серебряная медаль Всемирной выставки в Брюсселе (1958)

## Память
- В Москве, по адресу: Кутузовский проспект, 9, где проживал художник, установлена мемориальная доска в честь живописца.